# 斯特凡諾斯·卡皮諾
斯特凡諾斯·卡皮諾（希臘語：Στέφανος Καπίνο；1994年3月18日—）是希臘足球運動員，在場上司職守門員。現效力於德甲球隊比勒費爾德。他也代表希臘國家足球隊參加比賽。

## 外部連結
- Soccerway資料庫：斯特凡諾斯·卡皮諾
- 斯特凡諾斯·卡皮諾 – FIFA國際賽競賽紀錄 (存檔)
- 斯特凡諾斯·卡皮諾－UEFA國際賽競賽紀錄